# Lize Feryn
Lize Johanna Bernadette Feryn (Deerlijk, 4 maart 1993) is een Belgische actrice, model, schrijfster, zangeres en onderneemster.

## Biografie
Lize Feryn groeide op in Deerlijk in West-Vlaanderen. Toen ze 14 jaar was zette ze haar eerste stappen als actrice; in het Harelbeekse amateurgezelschap Arte Del Sueno was ze actief in meerdere musicalproducties. Ze kreeg er een zingende hoofdrol. In 2011 behaalde Feryn een graad kunstsecundair onderwijs in Drama & Woordkunst aan het Leuvense Lemmensinstituut. Ook volgde ze een deeltijdstudie Woordkunst aan de Stedelijke Academie Peter Benoit van Harelbeke. Een voltijdse opleiding kunstwetenschappen stopte ze toen bleek dat dit niet te combineren was met haar opdrachten voor het modellenbureau International Model Management, waarvoor ze moest verhuizen naar New York en Milaan.

## Werk als actrice
Lize Feryn brak door als actrice met haar hoofdrol als Marie Boesman in de VRT-dramaserie In Vlaamse velden (2014), waarin ze een vijftienjarig meisje speelt dat opgroeit te midden van de Eerste Wereldoorlog. Deze rol  inspireerde haar ook tot het schrijven van twee boeken: Dagboek van Marie en Brieven van Marie. 
Daarna was ze te zien in gastrollen in populaire Vlaamse reeksen zoals Aspe en Vermist,  evenals in de kortfilm Andromeda en in de internationale BBC-productie The White Queen, waar ze prinses Bona van Frankrijk vertolkte. Vanaf 2015 bleef Feryn actief in zowel televisie- als filmprojecten. Ze speelde mee in de fictiereeks 'Voor wat hoort wat' over jongeren met een taakstraf , had een hoofdrol in de Nederlandse film Een echte Vermeer (2016), en was te zien in de Vlaamse reeks #hetisingewikkeld (2017), een remake van de Deense serie Splitting Up Together. Datzelfde jaar verscheen ze in de internationale productie Emperor, met onder meer Adrien Brody. In 2020 maakte ze deel uit van het tweede seizoen van de bekroonde serie Beau Séjour, dat zich afspeelde in Zeebrugge. Daarnaast had ze opvallende optredens in programma’s als The Masked Singer en De 1000 klassiekers op Radio 2, en speelde ze in het sketchprogramma Dansaertvlamingen (2023).. Ze maakte ook haar theaterdebuut in het muzikale stuk The Broken Circle Breakdown, waarin ze de rol van Alabama vertolkte naast Roel Vanderstukken. In 2024 was ze te zien als Daffy in de kerstserie Single Bells, uitgezonden op Streamz en VTM.. In 2025 werd ze toegevoegd aan de cast van Promenade als Celine, uit Lyon.

## Werk als model
Als model werkte ze bij modeshows voor Calvin Klein, United Colors of Benetton, Carlo Pignatelli, Natan en Joanne Vanden Avenne. Ook poseerde ze voor tijdschriften als Verena, Marie-Claire, Glam*It, Pure en Velvet.
De eindejaarsperiode van 2017 bracht Feryn door als model in Kaapstad.

## Modelabels
In oktober 2015 startte Feryn samen met haar zussen Yanne en Mira het modelabel Feryn, waarvoor Lize Feryn werd ingeschakeld voor de promotie. Hiervoor volgden zij een opleiding lederbewerking. Het bedrijf, Atelier Feryn, gevestigd in Deerlijk, maakt handtassen, rugzakken, portefeuilles en andere lederwaren. Door de grote vraag werd na twee jaar een extern atelier ingeschakeld en de productie verdeeld.
Begin november 2023 openden de zussen op dezelfde locatie als het atelier hun eerste winkel: Boutique Feryn. Door het aanhoudende succes werd de ambachtelijke productie van de lederwaren intussen grotendeels uitbesteed aan meerdere ateliers, het ontwerpen en de creatie van de prototypes blijft gebeuren in eigen atelier.

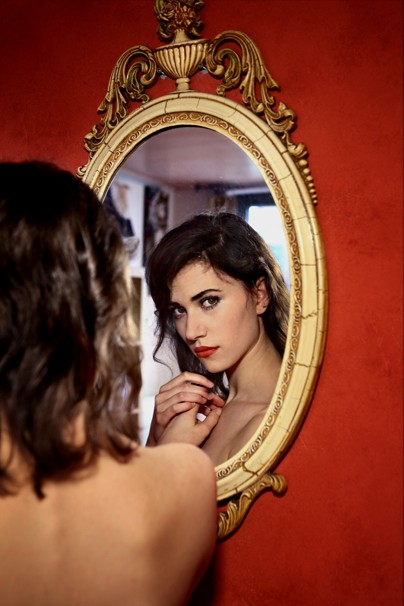
Feryn in 2014

Met partner Aster Nzeyimana startte zij het modelabel Melange, een genderloze kledingcollectie. Al sinds haar jeugd maakt zij kleding. In februari 2024 openden zij een tijdelijke pop-upstore in Antwerpen, een online shop volgde later dat jaar.

## Werk als zangeres
In 2016 verscheen Hey There Sister, een single van de Belgische zanger Tom Dice, met Feryn als gastzangeres. De productie van het nummer was in handen van Andy Burrows, voormalig drummer van de rockband Razorlight. Er volgden een videoclip en enkele optredens, waarbij Dice samen met Feryn onder meer te zien was in het Eén-programma Van Gils & gasten.
In 2022 zongen Feryn en haar partner Aster Nzeyimana in duet in het tweede seizoen van The Masked Singer op VTM, onherkenbaar verkleed, respectievelijk in een gele en blauwe robotkostuum. In de vijfde aflevering op 11 februari werd het koppel ontmaskerd.

## Privé
- Feryn heeft een relatie met sportpresentator Aster Nzeyimana.[22]
- Met acht andere vrouwen stelde ze zich burgerlijke partij in de strafzaak over grensoverschrijdend gedrag tegen Bart De Pauw. Haar klacht werd eind 2021 door de rechtbank ongegrond verklaard.[23][24] Voor de burgerlijke rechtbank werden de feiten ten aanzien van haar wel voldoende bewezen geacht om mee de afwijzing van De Pauws schade-eis tegen de VRT te schragen.[25]
- Feryn en Nzeyimana hebben begin 2025 een miskraam moeten verwerken.[26] Dat vertelde de actrice in de Studio Brussel-podcast ‘Bijna-dertigers’ en deelde ze ook via sociale media.

## Filmografie
| Jaar       | Titel                                | Rol                            | Opmerkingen              |
| ---------- | ------------------------------------ | ------------------------------ | ------------------------ |
| 2013       | The White Queen                      | Prinses Bona van Frankrijk     |                          |
| 2013       | Andromeda                            | Sara                           | Korte film               |
| 2014       | De klas van Frieda                   | Zichzelf                       | Episode 5.2              |
| 2014       | In Vlaamse velden                    | Marie Boesman                  | Protagonist              |
| 2014       | Vermist                              | Denise Klaessens               |                          |
| 2014       | Aspe                                 | Nathalie Creemers              |                          |
| 2015       | Voor wat hoort wat                   | Amber                          | Protagonist              |
| 2015       | Echo                                 | Yuna                           | Korte film               |
| 2016       | About a Boy Who Ate an Oakwood Chair | Truus                          | Korte film               |
| 2016       | Een echte Vermeer                    | Jolanka Lakatos                | Protagonist              |
| 2017, 2020 | #hetisingewikkeld                    | Valerie                        |                          |
| 2017       | Alleen Eline                         | Lisa                           |                          |
| 2018       | Herrliche Zeiten                     | Lana                           |                          |
| 2020       | Instafamous                          | Lize                           | Online serie VTM GO      |
| 2020       | Brak                                 | Isabella                       | Online serie VTM GO      |
| 2021       | Beau Séjour II                       | Alice Teirlinck                |                          |
| 2021       | Glad IJs                             | Erika                          |                          |
| 2022       | Zijn daar geen beelden van?          | Verschillende rollen           | Sketchprogramma Play4    |
| 2022       | Couples Therapy                      | Kristien                       | Sitcom voor Streamz      |
| 2023       | De stamhouder                        | Ghislaine Huberte ("Mimousse") | Dramaserie voor AVROTROS |
| 2023       | Wannabe’s                            | Davina Divani                  | Ketnet-reeks             |
| 2023       | Dansaertvlamingen                    | Verschillende rollen           |                          |
| 2023       | Noise                                | Michelle                       |                          |
| 2024       | Single Bells                         | Daphne ‘Daffy’ Verbeken        |                          |
| 2025       | Chantal                              | Shana Coolen                   |                          |
| 2025       | Chateau Promenade                    | Celine uit Lyon                |                          |

## Publicaties
- Dagboek van Marie, Manteau, 2014, ISBN 9789022329375.
- DVM2: Brieven van Marie, Manteau, 2014, ISBN 9789022330685

- Bibliothèque nationale de France: cb16982463p (data)
- Digitale Bibliotheek voor de Nederlandse Letteren: fery002
- Gemeinsame Normdatei: 1063010799
- International Standard Name Identifier: 0000 0004 3637 2711
- MusicBrainz: 66b8ed33-e0ef-4a2a-8409-f32c67d94030
- Nederlandse Thesaurus van Auteursnamen: 371418674
- Istituto Centrale per il Catalogo Unico: PCMV005268
- Virtual International Authority File: 309888570
- WorldCat: E39PBJB4bBbpVBGfWwqTRcdvpP